# NGC 7433
NGC 7433 ist eine Galaxie vom Hubble-Typ S? im Sternbild Pegasus am Nordsternhimmel. Es ist schätzungsweise 348 Millionen Lichtjahre von der Milchstraße entfernt.
Das Objekt wurde am 12. Oktober 1855 vom irischen Astronomen R. J. Mitchell, einem Assistenten von William Parsons, entdeckt.